# Estació del Nord (Barcelona)
L'Estació del Nord és un edifici del barri de Fort Pienc de Barcelona, catalogat com a bé cultural d'interès local. Originalment, era una estació ferroviària de la Companyia dels Camins de Ferro del Nord d'Espanya, integrada el 1941 en RENFE. Actualment, hi ha una terminal d'autobusos, una caserna de la Guàrdia Urbana i el gimnàs Centre Esportiu Municipal Estació del Nord, que el 1992 va acollir les disciplines de tennis de taula durant els Jocs Olímpics. Una part dels terrenys són ocupats pel parc del mateix nom.

## Història
El 1852, la Companyia del Ferrocarril de Saragossa a Barcelona de Manuel Girona i Agrafel va rebre la concessió de la línia de ferrocarril Barcelona-Saragossa. Les obres s'executaren amb gran lentitud i no fou fins l'11 de febrer de 1855 que s'inaugurà el primer tram, entre Montcada i Reixac i Sabadell. L'1 d'abril del 1860 s'inaugurà el tram fins a Lleida, i finalment, el 17 d'agost del 1861 el rei consort Francesc d'Assís de Borbó inaugurà l'arribada a Saragossa recorrent el trajecte íntegre. Aquell mateix any, l'estació terminal de Barcelona havia estat construïda segons un projecte de P. Andrés i Puigdoller, en uns terrenys encara pendents d'urbanització. De dimensions relativament modestes, resultà de l'adaptació d'un projecte que el mateix arquitecte havia signat l'any 1859 per una estació al Pla de Palau que no havia prosperat.

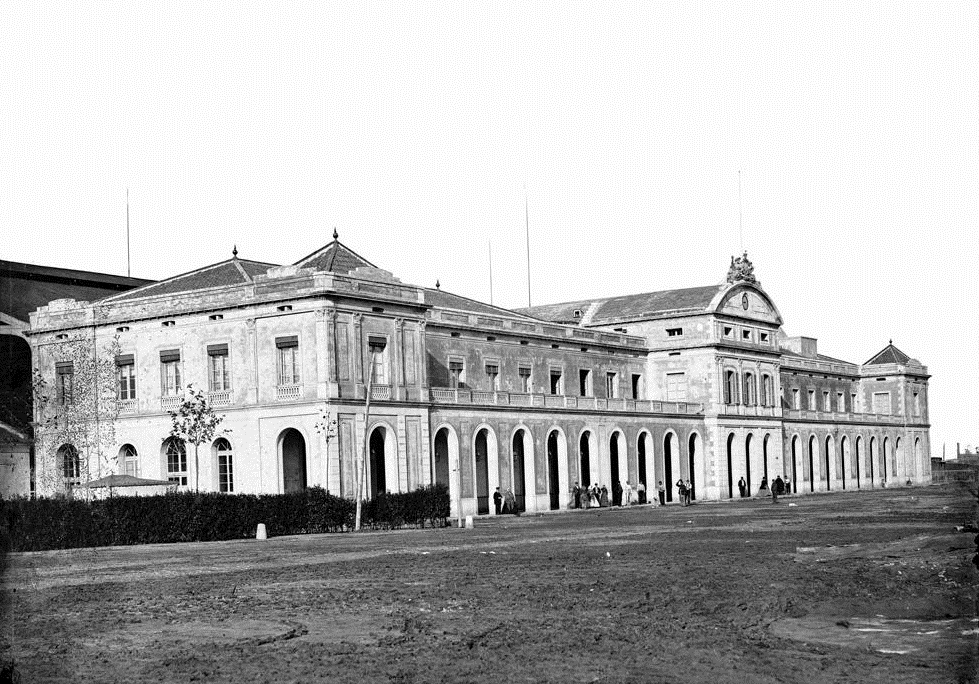
L'Estació del Nord al

El 1864, l'arquitecte Francesc de Paula Villar i Carmona hi introduí diverses reformes i, l'any següent, l'enginyer Michel de Bergne projectà unes cobertes que no es materialitzaren. El 1879, el Ferrocarril de Saragossa va ser absorbit per la Companyia dels Camins de Ferro del Nord d'Espanya, i el 1880 l'enginyer A. Brianoz remodelà les seccions de magatzems de l'estació terminal de Barcelona.
Entre 1910 i 1915, l'estació fou ampliada i profundament remodelada segons un projecte de l'arquitecte Demetri Ribes i Marco, que s'havia fet cèlebre per l'Estació del Nord de València (1906). Amb aquest projecte, els dos cossos paral·lels que formaven l'estació antiga serien enllaçats per un cos central al carrer de Nàpols, que estatja un nou vestíbul principal tancat per un gran mur cortina de vidre.
El 1941, l'estació es va integrar a la nova Red Nacional de los Ferrocarriles Españoles (RENFE), i rebé el nom de Barcelona-Vilanova, encara que va conservar el nom anterior a nivell popular. El 1972, el Ministeri d'Obres Públiques la va tancar, traslladant els serveis a l'Estació de França, i arran del cobriment de les vies que anaven a l'estació d'Arc de Triomf, la façana principal de l'estació original quedà parcialment soterrada.
Després d'un temps en desús, el 1983 l'Ajuntament de Barcelona va comprar a la RENFE els terrenys (un total de 57.757 m²), i va reconvertir l'estació en una terminal d'autobusos, actualment una de les més importants de Catalunya en nombre de viatgers i connexions nacionals i internacionals. No obstant, una part dels terrenys va seguir en desús i en un estat de semi-abandó, fins que amb motiu dels Jocs Olímpics de 1992 l'espai de les andanes es va condicionar per a un poliesportiu que va acollir les competicions de tennis de taula. A més, el cos construït per Demetri Ribes i Marco passà a acollir una caserna de la Guàrdia Urbana, i a la zona oriental del recinte es va crear un parc públic, inaugurat el 1988 amb un projecte d'Andreu Arriola, Carme Fiol i Enric Pericas. Part de la façana afrontada al carrer de Sardenya va quedar oculta per la construcció d'un bloc d'oficines de l'INEM.
Per altra banda, a la zona nord-est dels terrenys de l'estació es van crear el Teatre Nacional de Catalunya (1996) i l'Auditori de Barcelona (1999).

## Descripció
És un edifici aïllat que es troba a la confluència dels carrers de Nàpols i d'Alí Bei. Està formada per tres cossos disposats formant una «U». Els dos cossos paral·lels, que responen al projecte originari de l'estació, presenten unes façanes ritmades per la presència de tres pavellons que desenvolupen un llenguatge acadèmic sobri, però original. Per la seva banda, el cos restant, que uneix els dos primers cossos, és resultat d'una ampliació modernista de caràcter monumental i que combina amb mestria la plasticitat del ferro i el vidre amb els paraments estucats de singular volumetria.
El cos afrontat al Parc de l'Estació del Nord conté la façana principal de l'edifici originari i exemplifica les característiques constructives del moment: murs de maó revestit amb morters, obertures emmarcades amb pedra motllurada, elements portants de pedra i elements decoratius de terracota. Aquest cos està configurat per una planta baixa en forma de pòrtic i un pis reculat. El pòrtic de planta baixa, avui desfigurat pels canvis de rasant de la zona, presenta arcs de mig punt amb llurs emmarcaments de pedra de Montjuïc motllurats a platabandes. Sobre aquests pòrtics, una balustrada de terracota tanca les terrasses de la primera planta, que es presenta reculada respecte el pòrtic i amb tot de portes allindanades.
Aquesta façana queda ritmada pels tres cossos transversals que dominen axialment l'edifici: els dos cossos laterals presenten, a la primera planta, una finestra emmarcada per dues parelles de pilastres d'estuc, amb el fust ornat a quarterons i amb capitell de terracota. Aquests capitells, fets a partir de motlles, presenten un ordre similar al corinti, però destaquen per mostrar, en llur medalló central, el frontal d'una locomotora. Capitells com aquests també ornen el cos central, que presenta certes diferències respecte la resta de la façana. D'entrada, el nivell de planta baixa és íntegrament realitzat en pedra de Montjuïc, igual que les pilastres del primer pis, que emmarquen balcons ampitadors coronats per arcs escarsers motllurats. Sobre aquest pis encara s'alça un àtic amb finestres rectangulars sobre el qual recolza l'entaulament d'un gran frontó semicircular amb un ull-de-bou. El frontó està coronat per un bell conjunt escultòric que mostra l'escut de Barcelona flanquejat per dues al·legories ajagudes del comerç i la indústria.
La façana del carrer d'Alí Bei presentava unes característiques similars, encara que en l'actualitat queda parcialment amagada per la presència de les marquesines i les passarel·les cobertes de l'estació d'autobusos que acull aquest cos. L'interior d'aquest cos fou molt modificat a causa de la instal·lació de dita estació d'autobusos, però conserva, en el segon pis, elements originaris de gran interès, com les encavallades de fusta i certs elements de ferro. L'encavallada de fusta està realitzada per una potent estructura a base de jàsseres i bigues de fusta que recullen el pes de la teulada a doble vessant. Entre els elements de ferro conservats, destaca l'escala helicoidal de ferro colat que uneix, a l'extrem del cos, el primer pis amb un pis superior.
El cos del carrer de Nàpols és el resultat d'una ampliació modernista que dotà l'estació originària d'una nova façana principal afrontada directament al nou accés monumental de l'Exposició Universal de 1888: l'Arc de Triomf. La façana d'aquest cos nou reposa sobre un basament de pedra de Montjuïc i es presenta flanquejada per dos cossos de dos pisos cadascun i coronats per una torre al bell mig. Aquests cossos laterals es presenten fets d'obra revestida amb estucs i presenten una potent volumetria a base de pilastres d'ordre monumental rematades amb grans cartel·les que contenen escuts caironats amb les quatre barres i la creu de Sant Jordi. Les finestres dels pisos superiors presenten llurs ampits i llindes profusament ornamentades amb relleus de tipus vegetal i l'edifici queda rematat per cornisaments trencats i podis ornats amb garlandes de fulles de llorer i estels de cinc puntes. El cos central d'aquesta façana presenta una única planta tancada, per la part baixa, per un mur que segueix la mateixa tipologia que els murs dels cossos laterals, a base d'arcs escarsers i cornises escalonades. La porta central està coronada per un rellotge i una cartel·la amb la inscripció «Renfe». Tanmateix, el més interessant d'aquest cos és el tancament superior, materialitzat com un gran arc de mig punt fet de ferro forjat i vidre. Aquest tancament es presenta coronat amb ornamentacions de ferro en forma de corona de flors i escuts caironats, presidides al centre per un gran escut d'Espanya amb el toisó d'or. L'interior d'aquest cos central acollia el nou vestíbul principal de l'estació, per bé que en l'actualitat acull les instal·lacions del poliesportiu del districte.